# Большие Горы
Больши́е Го́ры (карел. Suurimägi) — деревня в составе Видлицкого сельского поселения Олонецкого национального района Республики Карелия.

## Общие сведения
Расположена вблизи озера Новоземское.

## История

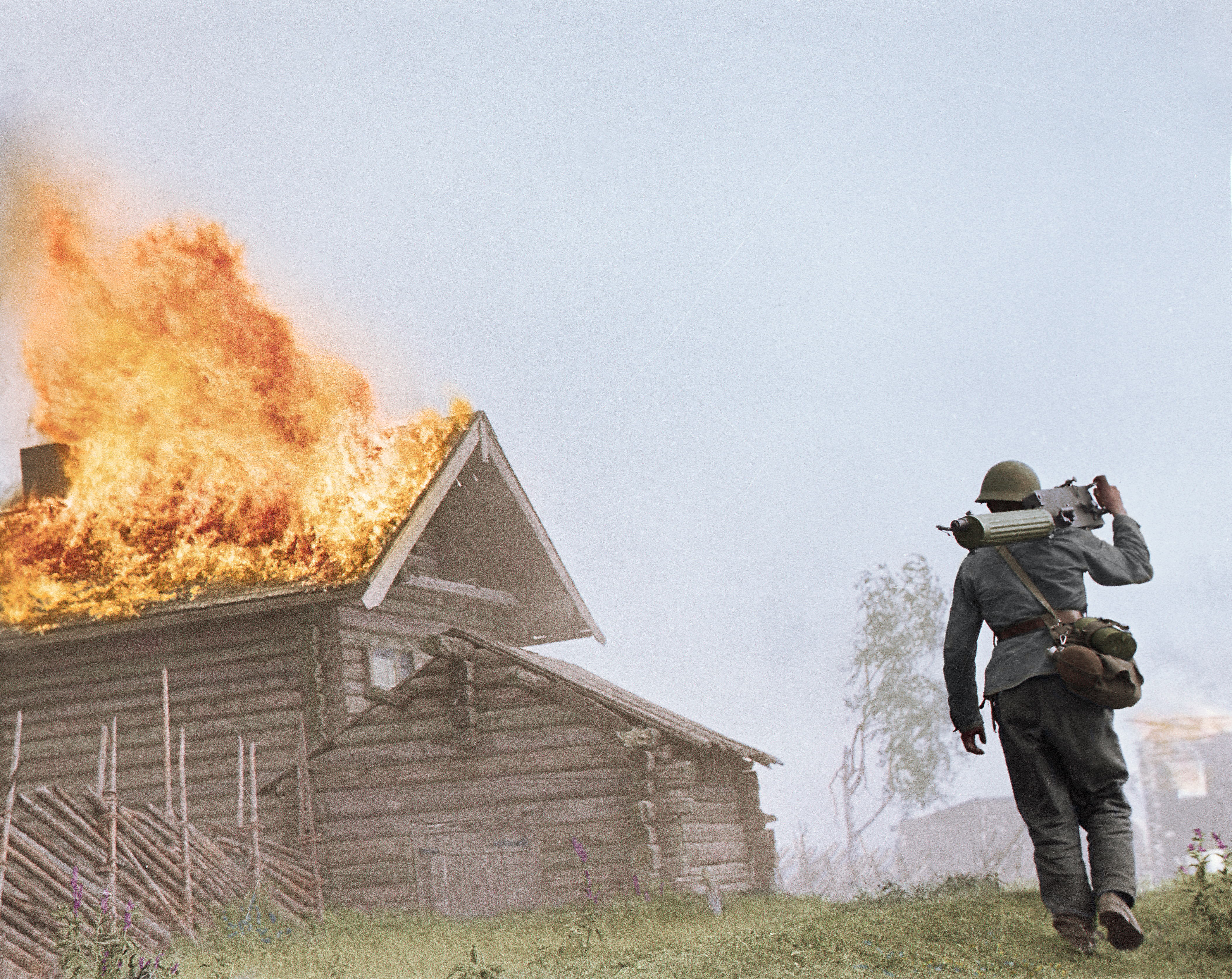
Финский солдат в оккупированной деревне Большие горы, 22 июля 1941 г.

8 октября 1936 года постановлением Карельского ЦИК в деревне были закрыты две церкви.
В результате сокращения населения в 1957 году деревни Аннюла, Верхний Конец, Железная Гора, Кириллово, Нижний Конец, Сиртила, Хюнню и Гоппила (Чоппила) были объединены под общим названием Большие Горы.
В деревне сохраняются памятники истории:
- Братская могила советских военнопленных, погибших в годы Советско-финской войны (1941—1944) в концентрационном лагере для советских военнопленных, располагавшемся в деревне в 1942—1943 годах. Всего в концлагере было уничтожено и погребено около 50-ти советских военнопленных. В 1985 году на месте захоронения, на северо-восточной окраине деревни, был установлен памятник — гранитная стела[5].
- Мемориальный комплекс в честь воинов 98-й гвардейской стрелковой дивизии, погибших в годы Советско-финской войны (1941—1944). Мемориальный комплекс сооружён в 1974 году[5].

## Население
| 2002 | 2009 | 2010 | 2013 |
| ---- | ---- | ---- | ---- |
| 103  | ↘72  | ↘55  | ↘49  |